# طائرات وقطارات وسيارات (فلم)
طائرات وقطارات وسيارات (بالإنجليزية: Planes, Trains and Automobiles) فيلم دراما، كوميدي أمريكي إخراج وتأليف جون هيوز عام 1987 من بطولة ستيف مارتن وجون كاندي، ويتابع رجل يحاول العودة إلى منزله للاحتفال بعيد الشكر برفقة بائع «حلقات ستائر الحمام» المحبوب كرفيقه الوحيد. أشاد النقاد بالفيلم بسبب إتجاه المخرج هيوز بعيداً عن كوميديا المراهقين، ولأداء كاندي ومارتن المميز.
صدر الفيلم إلى دور العرض الأمريكية في 25 نوفمبر 1987.

## طاقم التمثيل
ستيف مارتن: في دور نيل بيج
جون كاندي: في دور ديل جريفيث
ليلى روبينز: في دور سوزان بيج
مايكل ماكين: في دور جندي الدولة
كيفن بيكون: في دور رجل يركض لسيارة أجرة (ظهور خاطف، كاميو)
ديلان بيكر: في دور أوين
لولي نيوكومب: في دور زوجة أوين
أوليفيا بورنيت: في دور مارتي بيج
لاري هانكين: في دور دوبي
ريتشارد هيرد: في دور والت
ماثيو لورانس: في دور نيل بيج جونيور
إيدي ماكلورج: في دور وكيل لتأجير السيارات
بيل إروين: في دور رجل على متن طائرة
بن شتاين: في دور ممثل مطار ويتشيتا
ديانا ديل: في دور بيج
تشارلز تاينر: في دور جوس موني
ليمان وارد: في دور جون
مارتن فيريرو: في دور ثاني كاتب موتيل

## أحداث الفيلم
يريد نيل بيدج (ستيف مارتن) المدير التنفيذي للإعلان، قبل يومين من عيد الشكر، التحرك من مدينة نيويورك إلى شيكاغو، وفي إنتظاره زوجته «ملكة الجليد» سوزان (ليلى روبينز) التي تتوقع منه اللحاق برحلة طائرة السادسة مساءً عائداً إلى بيته بأمان بحلول الساعة 10 مساءً. بعد أن يفشل نيل في أن يجد سيارة أجرة تأخذه إلى المطار، وعندما تقف له سيارة اجرة ويهم بركوبها، يستولى عليها رجل سمين! يصل أخيراً إلى مطار لاغوارديا، ويجد نفسه وجهاً لوجه مع الشاب السمين ديل جريفيث (جون كاندي) الذي استولى على سيارة الاجرة.
يتم تخفيض درجة تذكرة نيل من الدرجة الأولى إلى القسم السياحي في الطائرة، ويضطر للجلوس على المقعد الخالي الوحيد بجوار ديل جريفيث. يستمر ديل في الحديث ولا يتوقف إلا لفترة قصيرة لخلع حذاءه وجواربه، مما يجعل نيل يشعر بالغثيان. يتغير مسار الطائرة، في منتصف الرحلة، إلى ويتشيتا، كانساس، بعد حدوث عاصفة ثلجية كبيرة تغطي شيكاغو. يستخدم ديل نفوذه كبائع حلقات ستائر الحمامات، ليحصل على آخر غرفة في فندق في ويتشيتا مصطحباً معه نيل، وعند وصولهم إلى الغرفة وينظر نيل، لا يجد سوى سريراً مزدوجاً واحداً. يحاول نيل النوم، يبدأ ديل في تسليك جيوبه الأنفية بإصدار أصوات شخير عالية. يغضب نيل ويصرخ في ديل، ويصفه بالفاشل الذي لا يشعر بمن حوله. يعبر ديل المتألم جدًا لنيل أنه يحب نفسه ولن يتغير لأنه «حقيقي». بعد أن يهدأوا، يتمكن الثنائي من الحصول على نوم جيد ليلاً. يستيقظ «نيل» و«ديل» في صباح اليوم التالي وهم محتضنين بعضهم البعض، ويقفز نيل مستاءاً، ويكتشف الثنائي سرقة كل أموالهم أثناء النوم. تستمر الحوادث السيئة، أحياناً تكون لسوء الطالع، وأحياناً بسبب ديل. يتعرض الثنائي لحوادث في قطار يستقلوه، وفي سيارة يستأجروها.
يصل الثنائي أخيراً إلى شيكاغو، يتعانقان ويتبادلان عبارات الوداع، ويتجه نيل إلى بيته ولكنه في القطار يكتشف أن ديل قد زوده بمعلومات غير صحيحة عن حياته وزوجته وبيته! يعود نيل إلى محطة القطارات حيث ترك ديل ليجده جالساً هناك وعلى وشك النوم، ويعترف له ان زوجته ماتت منذ ثمان سنوات وانه ليس لديه بيت يأوي اليه. يشعر نيل بالأسف للرجل الوحيد ويصطحبه إلى بيته لتناول عشاء عيد الشكر مع عائلته بعد يومين من الجحيم، ويقرع نيل جرس باب بيته، ويقدم ديل لعائلته على أنه صديق عزيز.

## استقبال الفيلم
افتتح الفيلم في دور العرض الأمريكية في 25 نوفمبر 1987 (الأربعاء قبل عيد الشكر)، واحتل المركز الثالث في عطلة نهاية الأسبوع، محققًا 7.009.482 دولارًا. بعد الأيام الخمسة الأولى، حقق الفيلم 10131242 دولارًا وبقي في المراكز العشرة الأولى لمدة سبعة أسابيع. أنهى الفيلم مسيرته الأمريكية في 22 يناير 1988، بمبلغ 49530280 دولارًا بعد 12 أسبوعًا من العرض. كانت ميزانية الإنتاج حوالي 30 مليون دولار. صدر الفيلم في المملكة المتحدة في 12 فبراير 1988، وتصدر شباك التذاكر في البلاد في نهاية هذا الأسبوع.
شهد الفيلم تغيرًا ملحوظًا على نطاق واسع في موهبة المخرج جون هيوز. اشاد النقاد بالفيلم، مثل روجر إيبرت من صحيفة شيكاغو سن تايمز، وجين سيسكل من صحيفة شيكاغو تريبيون الذي كتب أن الفيلم هو أفضل أفلام جون كاندي.
منح موقع الطماطم الفاسدة الفيلم تقييماً مقداره 92% بناءاً على آراء 59 ناقداً سينمائياً، وكتب إجماع نقاد الموقع: «بفضل الكيمياء التي لا تشوبها شائبة بين ستيف مارتن وجون كاندي، بالإضافة إلى مزيج ماهر من الفكاهة والمشاعر الطيبة، فإن الفيلم هو لعبة كلاسيكية مرحة ومحببة إلى القلب لقضاء العطلات».
منح موقع ميتاكريتيك الفيلم تقييماً مقداره 72% بناءاً على آراء 22 ناقداً سينمائياً.
كتب كيسي بورشبي من «حديث دي في دي DVD Talk»: "المخرج جون هيوز، مثله مثل الكثير من صانعي الأفلام الآخرين الذين تخصصوا في الكوميديا خلال الثمانينيات، عرف كيف يستكشف مجموعة متنوعة من النغمات في صياغة فيلم كامل الصنعة يتجاوز بكثير الأعمال الكوميدية المذكرة الواحدة. هذه القصص المبتذلة المربوطة بشخصيات قوية قادرة على توليد مواقف سينمائية سخيفة بشكل معقول. الفيلم يظهر قوى هيوز في أوجها، بالإضافة إلى ستيف مارتن وجون كاندي في أفضل أدوارهم. لقد صفق معظم النقاد على الفكاهة نفسها. وصف الناقد الأمريكي ليونارد مالتين الفيلم بأنه "مهزلة حلوة ومرة«، مضيفًا أن هيوز يرفض أن يصنع أحدهما (مارتن أو كاندي) كاريكاتيرًا - مما يجعل هذا الفيلم اللطيف يتأرجح بين الخدع التهريجية والكوميديا الرحيمة». أضاف مالتين أن الفيلم كان «مجروحاً بموسيقى تصويرية مروعة».

## روابط خارجية
- مقالات تستعمل روابط فنية بلا صلة مع ويكي بيانات